# Samburupitec
El samburupitec (Samburupithecus kiptalami) és una espècie extinta d'homínid de la qual s'han trobat restes als turons Samburu de Kenya, al nord de Nairobi.
El samburupitec visqué a Kenya al Miocè mitjà-tardà.
S. kiptalami és l'única espècie del gènere Samburupithecus. És coneguda únicament a partir d'un fragment de mandíbula que data de fa 9,5 milions d'anys i fou descobert el 1997 per Hidemi Ishida i Martin Pickford.
El samburupitec pesava uns 60 kg i probablement era un animal quadrúpede frugívor que passava gran part del temps a terra. El seu hàbitat probablement era un mosaic de boscos oberts i àrees de sabana.
És possible que es tracti d'un avantpassat comú dels goril·les, ximpanzés i humans. És un parent proper del cororapitec i el nakalipitec.